# Suphalomitus okinavensis
Suphalomitus okinavensis là một loài côn trùng trong họ Ascalaphidae thuộc bộ Neuroptera. Loài này được Okamoto miêu tả năm 1909.